# Stanz bei Landeck
Stanz is een gemeente in het district Landeck van de Oostenrijkse deelstaat Tirol. De gemeente ligt ongeveer 200 meter boven de stad Landeck aan de voet van de Lechtaler Alpen op een terras van de bergflank. Het Stanzertal, dat van Landeck tot aan het Arlberggebied loopt, is vernoemd naar deze plaats.

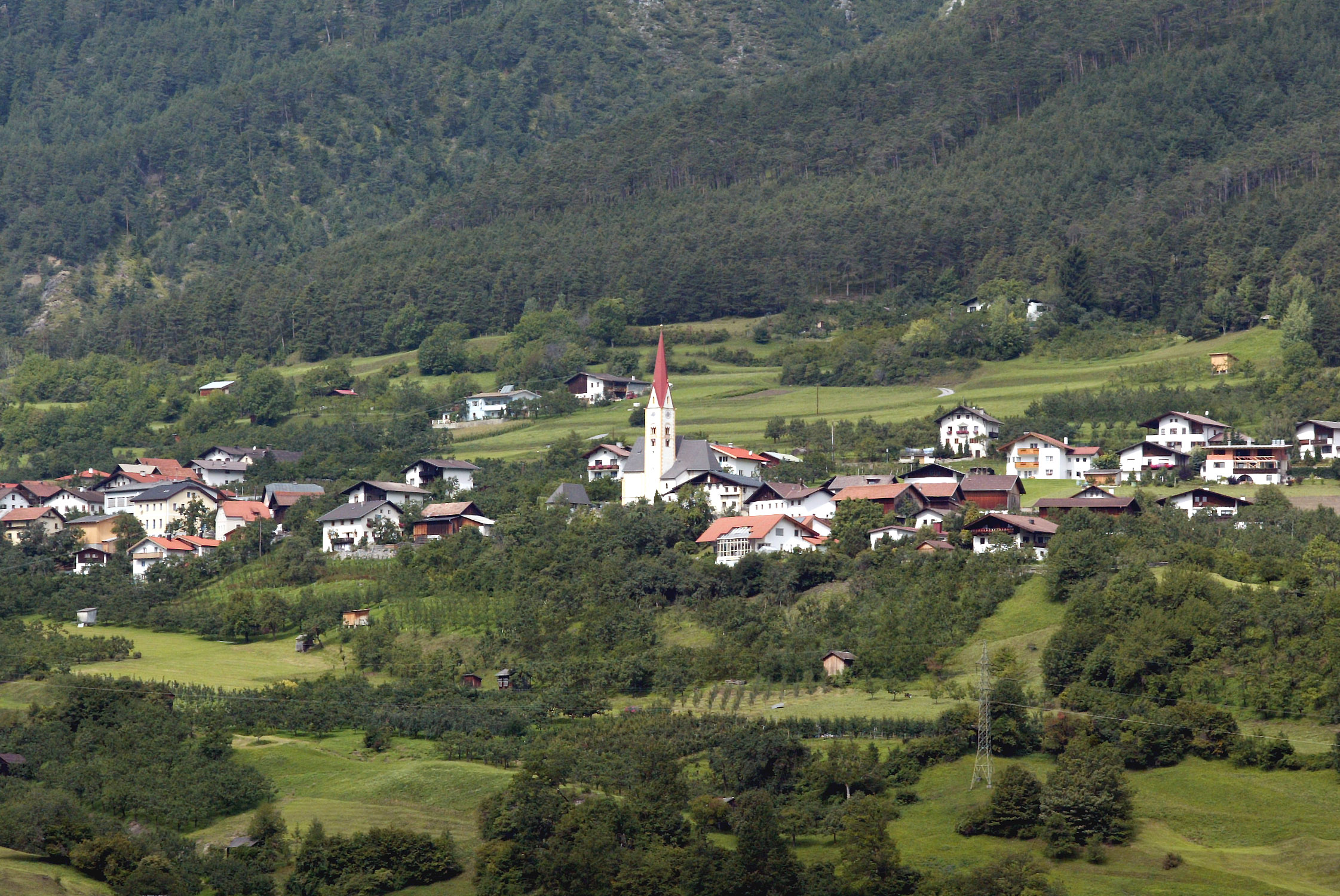
Stanz gezien vanuit Landeck

Faggen · Fendels · Fiss · Fließ · Flirsch · Galtür · Grins · Ischgl · Kappl · Kaunerberg · Kaunertal · Kauns · Ladis · Landeck · Nauders · Pettneu am Arlberg · Pfunds · Pians · Prutz · Ried im Oberinntal · Sankt Anton am Arlberg · Schönwies · See · Serfaus · Spiss · Stanz bei Landeck · Strengen · Tobadill · Tösens  · Zams
- Gemeinsame Normdatei: 4470533-5
- Virtual International Authority File: 240077070